# Jean Rouaud
Jean Rouaud es un escritor francés nacido en Campbon (Loira Atlántico, cuando se llamaba Loira Inferior). Ganó el premio Goncourt en 1990 por la novela Les champs d'honneur (Los campos del honor).

## Biografía
Realizó estudios medios entre 1962 y 1969 en el liceo católico Saint-Louis en Saint-Nazaire. Después de pasar un examen de ciencias con éxito, estudió Letras modernas en la Universidad de Nantes.
Tras haber obtenido la licenciatura, realizó diferentes trabajos, desde empleado en una gasolinera a vendedor de enciclopedias médicas. En 1978, entra en el periódico regional Presse-Océan y, como cuenta en su libro Régional et drôle, después de haber trabajado en la selección de noticias de la AFP (Agence France-Presse), se encarga de redactar un «billet d'humeur», un artículo humorístico, publicado cada dos días en la portada del periódico, con la consigna de "algo regional y divertido".
Enseguida, marcha a París, donde trabaja en una librería y como vendedor de periódicos en un quiosco. En 1988, conoce a Jérome Lindon, director de Les Éditions de Minuit, que se convertirá en su principal editor. 
Su primera novela, Los campos del honor, se publicó en 1990, y recibió el premio Goncourt. Gracias a esto, pudo dejar su trabajo de quiosquero, y en los años noventa, escribió las cuatro novelas que, con Los campos del honor, forman una saga basada en la historia de su familia y ciertos aspectos de su propia vida.
En 2001, deja Les Éditions de Minuit por ediciones Gallimard.
En 2014, publica Éclats de 14 con ediciones Dialogues.

## Obra

### Autobiografía familiar
- Les Champs d'honneur, Ed. de Minuit, 1990 premio Goncourt 1990. En castellano, Los campos del honor, Anagrama, 1991 y 2014, trad. Javier Albiñana. En catalán, Els camps de l'honnor, Ed. Proa, 1992, trad. de Gemma Rosell
- Des hommes illustres, Ed. de Minuit, 1993. En castellano, Hombres ilustres, Anagrama, 1996, trad. de Josep Escué.
- Le Monde à peu près, Ed. de Minuit, 1996. En castellano, El mundo más o menos, Anagrama, 1999, trad. de Josep Escué.
- Pour vos cadeaux, Ed. de Minuit, 1998
- Sur la scène comme au ciel, Ed. de Minuit, 1999
- Les Champs d'honneur, Ed. Casterman - (Cómic), 2005
- Comment Gagner Sa Vie Honnêtement (la Vie Poétique, 1), Ed. Gallimard, 2011
- Une Façon de chanter (la Vie Poétique, 2), Ed. Gallimard, 2012
- Un peu la Guerre (la Vie Poétique, 3), Ed. Grasset, 2014

### Ensayos
- Cadou Loire-Intérieure, Ed. Joca Seria, Nantes, 1999, 45 pp. ISBN 2-908929-65-1, texto escrito por Jean Rouaud para la emisión dedicada a René Guy Cadou en la serie de Bernard Rapp, Un siècle d'écrivains.
- Les Corps infinis, Actes-Sud. Texto sobre las pinturas de Pierre-Marie Brisson., Ed. Gallimard, 2001
- Préhistoires, ed. Gallimard, 101 págs, 2007. Ensayo sobre la prehistoria desde el punto de vista del arte rupestre.
- Souvenirs de mon oncle, éd. Naïve, 43 págs., 2009. Revisión del film de Jacques Tati
- Manifestation de notre désintérêt, 58 págs. Ed. Climats, 2013

### Libros ilustrados
- Carnac ou le Prince des lignes, Ed. du Seuil, 1999
- La Belle au lézard dans un cadre doré, Ed. Albin Michel, 32 pp., ilustraciones de Yan Nascimbene, 2002
- Moby Dick, guion de Jean Rouaud, dibujos de Denis Deprez, Ed. Casterman, 2007. En castellano Moby Dick, ed. Sexto Piso Ilustrado, 2010, trad. de Julian Meza.

### Otros
- Les Très Riches Heures, Ed. de Minuit - (teatro), 1997
- Le Paléo-circus, Ed. Flohic, 1998
- La Désincarnation, Ed. Gallimard, 2001
- Régional et drôle, Ed. Joca seria, Nantes, 2001
- L'Invention de l'auteur, Ed. Gallimard, 2004
- L'Imitation du bonheur, Ed. Gallimard, 2006
- La Fuite en Chine, Ed. Les Impressions nouvelles, Bruxelles - (teatro), 2006
- La Fiancée juive, Ed. Gallimard, 2008
- La Femme promise, Ed. Gallimard, 2009
- Évangile (selon moi), Busclats, 2010
- Éclats de 14, Dialogues, 2014

### Obra adaptada
Su novela Les Champs d'honneur ha sido adaptada a cómic por Denis Deprez en 2005, con la editorial Casterman.